# Leif Flengsrud
Leif Flengsrud (* 18. September 1922 in Vang (Hedmark); † 24. August 2009 in Hamar) war ein norwegischer Radrennfahrer und nationaler Meister im Radsport.

## Sportliche Laufbahn
Bei den Olympischen Sommerspielen 1948 in London schied er im olympischen Straßenrennen beim Sieg von José Beyaert aus. Die norwegische Mannschaft (mit Flengsrud, Aage Myhrvold, Erling Kristiansen und Lorang Christiansen) kam in der Mannschaftswertung nicht in die Wertung. 1948 nahm er an den UCI-Straßen-Weltmeisterschaften teil.

## Berufliches
Flengsrud führte nach dem Ende seiner Laufbahn das elterliche Fahrradgeschäft in Hamar weiter. Sein Vater Olaf Flengsrud war ebenfalls als Radrennfahrer aktiv.